# HMS B11
Pour les articles homonymes, voir B11.
Le HMS B11 est le dernier des 11 sous-marins britanniques de classe B construits pour la Royal Navy au cours de la première décennie du XXe siècle. Achevé en 1906, il est surtout connu pour avoir mené une attaque réussie contre le cuirassé ottoman Mesûdiye dans les Dardanelles, une action pour laquelle son capitaine a reçu la Croix de Victoria. Il a passé le reste de sa carrière en service en mer Méditerranée, converti en patrouilleur de surface vers la fin de la guerre. Il a survécu à la Première Guerre mondiale et a été vendu à la ferraille en 1919.

## Conception
La classe B était une version agrandie et améliorée de la classe A qui la précédait. Ces sous-marins avaient une longueur totale de 43,4 m, un maître-bau de 3,8 m et un tirant d'eau moyen de 3,4 m. Ils avaient un déplacement de 292 tonnes en surface et 321 tonnes immersion. Les sous-marins de la classe B avaient un équipage de deux officiers et treize matelots.
Pour la navigation en surface, les navires étaient propulsés par un unique moteur à essence Vickers à 16 cylindres de 600 chevaux-vapeur (447 kW) qui entraînait un unique arbre d'hélice. Lorsqu’ils étaient en immersion, l’hélice était entraînée par un moteur électrique de 180 chevaux (134 kW). Ils pouvaient atteindre 12 nœuds (22 km/h) en surface et 6,5 nœuds (12 km/h) sous l’eau. En surface, la classe B avait un rayon d'action de 1 000 milles marins (1 900 km) à 8,7 nœuds (16,1 km/h).
Ces navires étaient armés de deux tubes lance-torpilles de 18 pouces (450 mm) à l’avant. Ils pouvaient transporter une paire de torpilles de rechange, mais en général, ils ne le faisaient pas, car en compensation ils devaient abandonner un poids équivalent de carburant.

## Engagements

### Avant-guerre
Le HMS B11 a été construit par Vickers à leur chantier naval de Barrow-in-Furness. Il fut lancé le 24 février 1906. Son équipement a été achevé le 11 juillet de la même année. Avec le HMS B9 et le HMS B10, le sous-marin a été déployé à Malte en 1912.

### Première Guerre mondiale

#### Patrouilles au large des Dardanelles
En septembre 1914, le sous-marin est redéployé à Ténédos et rejoint la flotte qui surveille l’entrée des Dardanelles. Plus tard en 1914, alors qu’il effectuait une patrouille au large des Dardanelles, le B11 a poursuivi un torpilleur ennemi sur une distance de 4 milles dans le détroit.
En avril 1915, après l’échouement du HMS E15 au large de la pointe Kephez, le B11 a fait partie des nombreux navires qui ont tenté sans succès) de détruire l’épave. Le 20 mai, le B11 a aperçu le sous-marin allemand UB-8 alors qu’il patrouillait au large du golfe de Smyrne. Le B11 a tenté de l’attaquer, mais il a été repéré et le UB-8 a plongé avant de s’échapper.

#### Attaque sur le Mesudiye

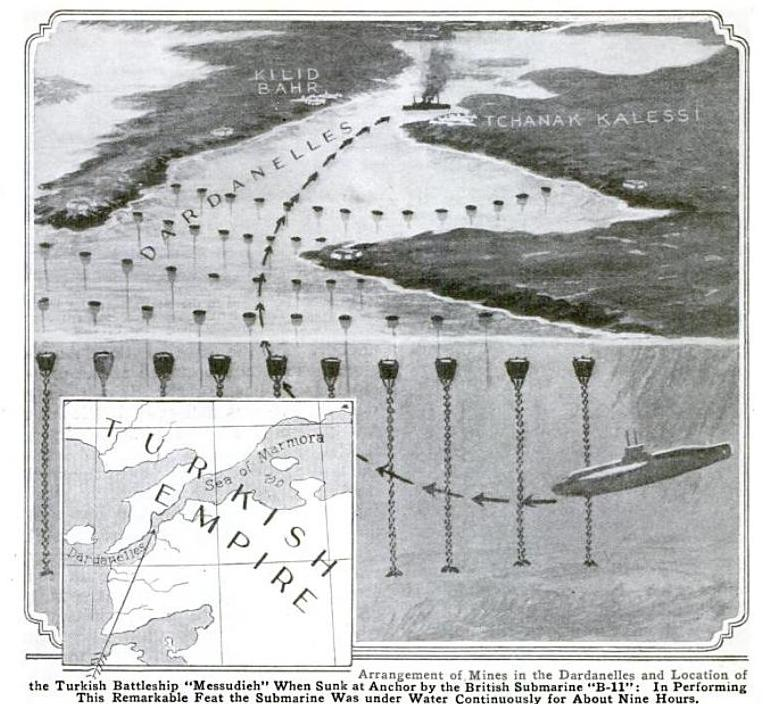
Vue d’ensemble du raid dans les Dardanelles qui a abouti au naufrage du Mesûdiye.

Le 13 décembre 1914, le B11, commandé par le lieutenant Norman Douglas Holbrook, entre dans les Dardanelles et torpille le cuirassé ottoman Mesûdiye. Le sous-marin avait été sélectionné pour la mission, de préférence aux HMS B9 et HMS B10, parce qu’il avait été équipé de batteries neuves. Les navires français présents à la base sous-marine ont été rejetés, car il a été considéré qu’ils étaient moins adaptés que les sous-marins britanniques. Des protections ont été montées sur les différentes saillies de la coque du sous-marin afin de réduire le risque d’accrocher une mine marine.
Le B11 a commencé son voyage depuis Ténédos. Avant que le sous-marin n’atteigne la première rangée de mines, on a découvert qu’une des protections avait été endommagée, ce qui l’avait rendue pire qu’inutile. La protection fut retirée et l’attaque continua. Le navire dut ensuite passer sous cinq rangées de mines, à travers des courants marins alors inconnus des cartes. Traverser le champ de mines a pris environ cinq heures. Après que B11 eut touché le Mesûdiye, il a fallu huit heures au sous-marin pour s’échapper. Toutes ses tentatives d’utiliser son périscope ont attiré sur lui un feu nourri de l'ennemi.

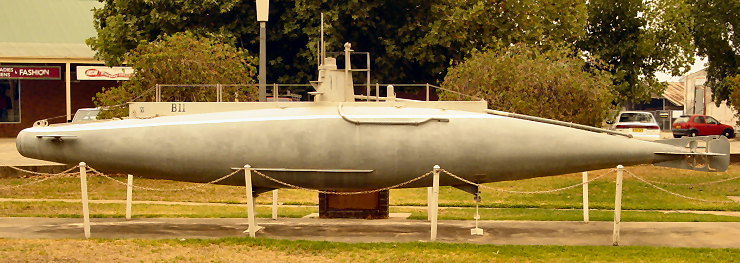
Une maquette du B11 à Holbrook, Nouvelle-Galles du Sud

Le Lieutenant Holbrook a reçu la Croix de Victoria, la première décernée à un sous-marinier. Son premier lieutenant, Sydney Winn, a reçu l’Ordre du Service distingué et tous les membres de l’équipage ont reçu la Médaille du Service distingué. Le 24 juillet 1916, le tribunal des prises décida que l’équipage du sous-marin avait droit à des parts de prise pour le naufrage du Mesûdiye, et il décerna une récompense de 3500 livres sterling. Holbrook en reçut 601 £, Winn a reçu 481 £, les premiers maîtres 240 £ et les matelots 120 £. Cela représentait une somme considérable, équivalente à trois ans de solde pour un matelot.
Le 24 août 1915, la ville de Germanton (Nouvelle-Galles du Sud), en Australie, a été rebaptisée Holbrook en l’honneur du commandant Holbrook. Une réplique du B11 y est visible.

#### Transfert à Venise

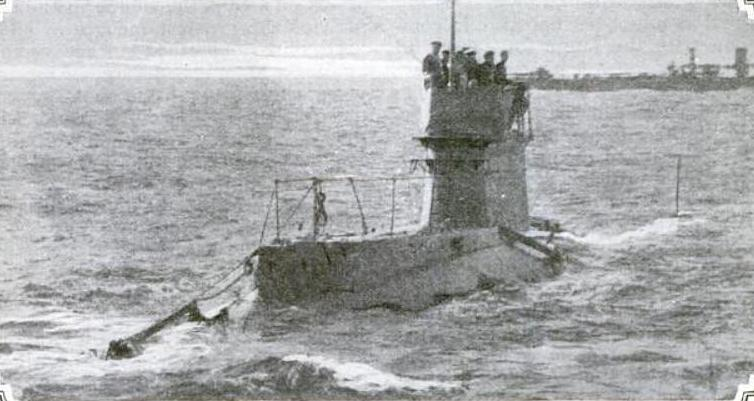
Le HMS B11 en route avec son pont à fleur d'eau

Le sous-marin a été transféré de Malte à Venise en octobre 1915. Il y est arrivé le 28 octobre. Le 11 décembre de la même année, le sous-marin, alors placé sous le commandement du lieutenant Samuel Gravener, est attaqué par un hydravion à coque autrichien. L’attaque a été infructueuse et l’avion a subi une panne de moteur l’obligeant à amerrir. Gravener a tenté d’attaquer l’avion avec une mitrailleuse Maxim, mais celle-ci s’est enrayée et l’avion a pu redécoller avant que le sous-marin ne puisse l’éperonner.
Le 17 janvier 1916, le sous-marin réussit à capturer l’équipage d’un hydravion à coque autrichien, après que l’appareil eut subi une panne de moteur au retour d’un bombardement. Le 17 mars, une torpille l’a manqué de peu, mais il a été incapable de localiser son agresseur. Plus tard au cours de la guerre, le B11 a été converti en patrouilleur de surface en relevant le niveau du pont et en retirant le moteur électrique, inutile en surface. De plus, le kiosque a été remplacé par une timonerie. Le B11 a été vendu à la ferraille en 1919 en Italie.